# USS Roanoke (1855)
Монитор «Роанок» (англ. Roanoke, в честь одноименной реки) — крупный трехбашенный монитор, перестроенный в 1862—1863 из одноименного винтового фрегата. Постройка корабля затянулась; планируясь как мореходный корабль, монитор, однако, оказался перетяжелен, а его корпус не приспособлен к дополнительной нагрузке. В боевых действиях участия не принимал; до 1865 оставался в береговой обороне Хэмптон-Роуд, после чего выведен в резерв. После короткого возвращения к активной службе в 1874—1875, списан в 1883 году.

## История
USS «Роанок» был заложен в 1854 как парусно-винтовой деревянный фрегат типа «Мерримак» для американского флота. Вступив в строй в 1857 году, он действовал в атлантических водах. В 1861 году, в связи с началом Гражданской Войны в США, «Роанок» был укомплектован для блокадных операций у побережья мятежной Вирджинии. Из-за большой осадки, корабль не смог принять участие в битве на Хэмптон-Роадс 8-9 марта 1862 года, однако, оказал значительную помощь в спасении экипажей потопленных парусных кораблей «Конгресс» и «Камберленд».
19 марта 1862 года, спустя всего десять дней после битвы на Хэмптонском Рейде, начальник Бюро Кораблестроения и Ремонта американского флота предложил переделать «Роанок» в крупный башенный броненосец. Успешные действия небольшого «Монитора» против значительной большей «Вирджинии» вызвали необычайное доверие к мониторам, и убежденность — не вполне логичную — в полном превосходстве низкобортных башенных кораблей над высокобортными броненосцами. Так как постройка нового броненосца с нуля заняла бы слишком много времени, было предложено воспользоваться корпусом готового корабля; наиболее крупным и прочным из находившихся в наличии и не занятых в какой-либо кампании был «Роанок».
Согласно проекту, подготовленному совместно начальником Бюро Кораблестроения и Ремонта Джоном Ленталлом и начальником Отдела Парового Кораблестроения Бенджамином Ишервудом, надводный борт «Роанока» должен был быть срезан до главной палубы; все надстройки и оснастка полностью удалены. Оставшийся корпус предполагалось защитить броневым поясом, и вооружить четырьмя башенными установками конструкции Эрикссона, каждая из которых несла бы по две 305-мм или даже 380-мм гладкоствольные пушки. Особо указывалось, что перестройка корабля не потребует значимых изменений в машине или подводной части (предполагалось только заменить подъемный винт фрегата обычным, меньшего диаметра) и займет всего три месяца.
Военно-морской секретарь Гидеон Уэллс одобрил проект. 25 марта, прибывший на Бруклинскую Военно-Морскую Верфь «Роанок» был разукомплектован, и начата его перестройка. Уже в ходе работ стало ясно, что вес брони будет слишком велик для корпуса корабля. Инженеры предложили либо уменьшить высоту надводного борта ещё на палубу, либо сократить вооружение. Был одобрен второй вариант, так как адмиралы надеялись все же получить корабль, способный к морским операциям.

## Конструкция
Будучи исходно деревянным винтовым фрегатом, «Роанок» сохранил при перестройке конструкцию своей подводной части. Его надводный борт, вместе с надстройками и мачтами был полностью срезан до уровня главной палубы, при этом высота оставшегося борта составила не более 1,8 метра. Набор корпуса был подкреплен железными опорами, чтобы выдерживать вес башен; эти опоры опирались прямо на киль корабля, который не был достаточно усилен и подвергался перенапряжению. Носовую часть оснастили тараном.

### Вооружение
Основное вооружение нового «Роанока» размещалось в трех вращающихся башнях, установленных в диаметральной плоскости корабля. Башни были конструкции Эрикссона, и вращались на центральном штыре, приводимые в движение вспомогательными паровыми машинами. Одна башня размещалась в носовой части монитора (впереди трубы) и две — в кормовой. Наверху каждой башни была установлена цилиндрическая боевая рубка, откуда велось управление огнём.
Вооружение всех башен различалось. Так, носовая башня была вооружена одним 380-миллиметровым гладкоствольным орудием Дальгрена, и одним 150-фунтовым (203-мм) нарезным орудием Пэррота. Средняя башня была вооружена одним 380-миллиметровым и одним 274-миллиметровым гладкоствольными орудиями Дальгрена. Наконец, кормовая башня несла одно 274-миллиметровое гладкоствольное орудие Дальгрена, и ещё одну 150-фунтовую нарезную пушку Пэррота.
Такая странная комбинация разнокалиберных орудий в башнях была связана как с логистическими проблемами — 380-миллиметровые орудия Дальгрена были в сильном дефиците и пришлось отказаться от идеи вооружить корабль шестью такими пушками, взамен установив бывшие в наличии — так и с техническими (более равномерное распределение веса) и тактическими соображениями. 380-мм гладкоствольные орудия стреляли тяжелым снарядом, но недалеко очень медленно, и инженеры полагали, что установив в одну башню одно 380-мм орудие и одно орудие меньшего калибра, они сумеют повысить огневую производительность башни и расширят возможности тактического применения (нарезные пушки Пэррота стреляли гораздо дальше гладкостволок Дальгрена). Оказалось, что на самом деле комбинация из двух орудий разного калибра в башне была плохим решением; выстрелы более скорострельных орудий мешали перезарядке менее скорострельных, и залпы в итоге приходилось синхронизировать. Кроме того, обладавшие разной баллистикой орудия требовали разных углов возвышения для стрельбы на одну и ту же дистанцию.

### Бронирование
Весь борт монитора, от палубы и до глубины в 1,2 метра ниже ватерлинии, был защищен броневым поясом из кованых железных плит. Изначальный проект предусматривал — как на меньших прибрежных и речных мониторах — слоистую броневую защиту, составленную из множества слоев тонких 25-миллиметровых плит, наложенных одна на другую. Однако, ещё при проектировании было решено, что сплошные толстые плиты той же толщины обеспечат лучшую защиту, чем слоистая броня. Оборотной стороной была сильная задержка строительства; поставки сплошных броневых плит шли в недостаточном темпе.
Броневой пояс монитора имел толщину в 114 миллиметров. Ниже ватерлинии, пояс утоньшался до 84 миллиметров. Высота пояса была равна 3 метрам (1,8 метра надводного борта и 1,2 метра подводного), он полностью защищал корабль от носа и до кормы. Считалось, что подобное бронирование обеспечивало адекватную защиту от любых орудий того времени. Деревянный борт фрегата служил подкладкой.
Палуба монитора была покрыта 38-мм плитами. Изначальный проект предусматривал 64-мм защиту из двух слоев плит, но позже оказалось, что такой вес будет для корпуса фрегата чрезмерным; в то же время, вероятность удара снаряда в палубу иначе как под острым углом к горизонтали считалась небольшой.
Башни монитора были защищены 11 слоями броневых плит, толщиной 25 миллиметров каждая. Суммарная толщина броневой защиты на башнях составляла 279 миллиметров; однако, так как слоистая броня уступала сплошной по прочности, реальная защищенность башен была эквивалентна 150-мм сплошной броне. Слоистая защита была выбрана для башен потому, что промышленность США испытывала сложности с освоением производства сплошных плит округлого профиля. Плиты крепились заклепками.

### Силовая установка
Силовая установка монитора осталась исходной; 998-сильной горизонтальной машиной прямого действия, с длинным штоком лежащим параллельно килю корабля. Четыре котла Мартина обеспечивали монитору скорость до 8,5 узлов, всего на 0,3 узла меньше чем у оригинального фрегата. Средняя скорость, однако, не превышала 7 узлов.

## Служба
Задержки с поставками броневых плит привели к тому, что новый «Роанок» вышел на испытания только в апреле 1863 года. Общественное мнение требовало оставить этот сильнейший (на тот момент) американский броненосец в Нью-Йорке для обороны порта от возможного нападения рейдеров южан; проигнорировав эти панические требования, командование флота направило «Роанок» на Хэмптонский Рейд, для поддержки блокады на случай попытки прорыва таковой броненосцами южан. Эти опасения имели под собой некоторые основания; выше по течению Джеймс-Ривер южане имели броненосный таран CSS «Ричмонд» и два крупных броненосца, CSS «Вирджиния II» и CSS «Фредериксберг», находились в постройке.
Корабль прибыл благополучно, продемонстрировав неплохую для монитора скорость на переходе. Однако, его капитан отмечал огромную бортовую качку монитора; настолько сильную, что башни пришлось зафиксировать во избежание смещения центра тяжести. Корабль оказался не способен к сражению в открытом море, и мог быть эффективно использован только в спокойных прибрежных водах (что, впрочем, и имело место на Хэмптонском Рейде).
Вскрылись и другие недостатки «Роанока». Киль его, киль деревянного фрегата, не был достаточно подкреплен чтобы выдерживать 2000 тонн дополнительного веса, и под тяжестью начал прогибаться. Образовались течи; в среднем, за сутки монитор набирал столько воды, что без её постоянной откачки, оседал на 0,5 метра. Вспомогательные паровые машины не получали достаточно пара от котлов. Так, чтобы развернуть кормовую башню на полный оборот, требовалось почти пять минут. В довершение всех проблем, 14 июля, «Роанок» провел первые учебные стрельбы и при этом одно 380-мм орудие Дальгрена и одно 150-фунтовое орудие Пэррота силой отдачи сорвало со станков.
В результате, командование флотом отказалось от идеи более масштабного задействования этого крупнейшего на тот момент монитора. Всю войну он провел на Хэмптонском Рейде, охраняя устье реки Джеймс от возможной попытки прорыва броненосцев южан. За всю войну, его пушки не сделали ни одного залпа по противнику.
После окончания боевых действий в 1865 году, «Роанок» вернулся в Нью-Йорк, где был разукомплектован и выведен в резерв. Вновь он был укомплектован в 1874 году, когда возникла существенная угроза конфликта с Испанией из-за инцидента с пароходом «Вирджиниус». Монитор был назначен для защиты гавани Нью-Йорка от возможного нападения испанцев; после того как конфликт разрешился, корабль был вновь выведен в резерв в 1875 году. Списан в 1883.

## Оценка проекта
Будучи первым в мире многобашенным кораблем, «Роанок» не был удачен ни как броненосец ни даже как импровизация. Проведенная в спешке перестройка и недостаточное внимание к структурной целостности перетяжеленного корабля привели к постоянным течам, сильной бортовой качке и в результате, цель — создание мореходного броненосца — не была достигнута. Кроме того, постройка корабля затянулась из-за проблем с поставками компонентов (толстых броневых плит, ранее не производившихся в США в большом количестве), а разномастное артиллерийское снаряжение сильно затрудняло ведение огня.
Корабль, однако, достаточно хорошо подходил для операций в прибрежных водах; впрочем, его значительная осадка не позволяла «Роаноку» применяться в наступательных операциях против в основном мелководных портов южан, ограничив его действия береговой обороной. В подобной роли, он, вероятно, благодаря высокой скорости и мощной артиллерии был бы крайне убедительным аргументом против любого броненосца южан, попытавшегося бы выйти в море из Джеймс-Ривер. В то же время, его схема расположения вооружения — разнокалиберные пушки в башнях — была неэффективна, и разумнее было бы вооружить каждую башню парой орудий одного калибра.